# 瀬尾さちこ
瀬尾 さちこ（せお さちこ、1971年10月8日〜）は、愛知県出身の”暮らし”をつくる整理・収納アドバイザー。
名古屋を中心に整理収納アドバイザーのコンサルタントや講演会、ラジオ出演を通して人々の暮らしを支えている。

## 人物・経歴
1971年10月8日愛知県清須市で生まれる
大学では社会科専攻。地域社会学や社会心理学を学ぶ。
卒業後は広告代理店の営業、コピーライター、ツアーコンダクターとしてさまざまな経験を経る。
結婚を機に自宅を新築にすることを決める。その時綴ったブログが2008年全国設計事務所協同連絡会運営の「家づくり奮闘記コンテスト」にてグランプリを受賞。グランプリの賞金を多くの人の還元に使いたいと自らの長所を活かし、整理収納アドバイザー1級の資格を取得。

## 連載
- moshimoストック

## メディア出演
- メディアスエフエム